# Pentagramă

O pentagramă este o stea cu cinci colțuri desenată cu ajutorul a cinci drepte. Cuvântul provine din limba greacă, unde πεντάγραμμον (pentagrammon), înseamnă "cu cinci linii". Simbolizează cele 5 zeități Wicca.
Pentagrama în sine este antică, dar semnificațiile adânci pe care noi le știm sunt destul de recente. Așa după cum veți citi a fost folosită în multe moduri și semnificațiile s-au modificat radical.
Prima folosire a pentagramei a fost descoperit de istorici în jurul anului 3500 î.Hr. într-un oraș numit Ur, în vechea Mesopotamie. Au fost folosite ca ornamente pentru oale și sunt legate de prima creare a limbii vorbite.
Mai târziu, pentagrama a fost folosită ca semn de regalitate, tot de aceeași Mesopotamie. Apoi a reprezentat Puterea Imperială, care a ajuns în cele patru colțuri ale lumii.
Pentagrama, de obicei cu un cap de țap este folosită de Sataniști (mai mult LaVeyenii), dar și de veneratorii diavolului, care au un stil de viață total diferit.
“În esență, pentagrama este un simbol religios păgân. În zilele noastre, termenul <<păgân>> a devenit aproape sinonim cu divinizarea diavolului – o eroare gravă. Cuvântul provine, de fapt, din latinescul paganus, care înseamnă locuitor al zonelor rurale. <<Păgânii>> erau, de fapt, țăranii needucați, care practicau vechea religie întâlnită la țară: a venerării naturii. Atât de mare era teama Bisericii de cei care locuiau în villes (fr. – oraș; casă de la țară), încât banalul termen <<sătean>> - vilain – a ajuns să definească un suflet păcătos. […]
Pentagrama este un simbol precreștin asociat cu venerarea naturii. Anticii considerau că lumea are două componente – cea masculină și cea feminină. Zeii și zeițele lor colaborau pentru a menține echilibrul de forțe. Yin și Yang. Când masculinul și femininul se aflau în echilibru, în lume domnea armonia; dezechilibrul lor ducea la haos. Pentagrama este reprezentativă pentru componenta feminină a tuturor lucrurilor – un concept pe care istoricii religiei îl numesc <<femininul sacru>> sau <<Zeița>>. În sensul său de bază, pentagrama o simbolizează pe Venus, zeița iubirii sexuale și a frumuseții.” (Brown, Dan , /Codul lui da Vinci/, trad: Adriana Bădescu, editura RAO, București, 2013; pag. 50, cap. 6)

## Continuare
- Pentagrama
- Pentagrama (completare)

Pentagrama mai poate fi asemanata ca si simbolul planetei Marte.